# Куатроченто
Куатроченто (на италиански: Quattrocento – „четиристотин“, съкращение от millequattrocento – италианската дума за „хиляда и четиристотин“) е обобщаващ термин за културните и творческите събития от 15 век в Италия. През него се наблюдават художествени стилове от Късното средновековие (най-вече международната готика) през Ранния ренесанс (започващ около 1425 г.) до началото на Зрелия ренесанс, за който обикновено се твърди, че започва между 1495 и 1500 г.

## Времеви контекст
Периодът Куатроченто се разглежда като преход от Средновековието към Италианския ренесанс, главно в градовете Рим, Флоренция, Милано, Венеция и Неапол. В този период Константинопол пада под Османската империя. Той се сравнява с Тимуридския ренесанс, който се разгръща по същото време в Централна Азия.

## Развитие на стиловете
Куатроченто отхвърля декоративните мозайки, често свързвани с византийското изкуство, а също и готическите средства като стъклописа, скулптурата, цветните ръкописи от стила на международната готика. Вместо тях творците от Куатроченто включват по-класически форми, разработени от класическото римско и гръцко изкуство, монументалната живопис чрез фрески и също така навлизат кавалетни форми с религиозна и светска насоченост. Възниква италианският ренесансов портрет. Развиват се линейната перспектива и колоритът в картините, използват се наред с темперните и маслени бои.

## Списък с италиански творци по школи от Куатроченто
Тъй като Куатроченто се застъпва с част от Ренесанса, би било неточно да се каже, че даден творец принадлежи само на единия или на другия период. Вероятно по онова време творците не са се определяли като членове на дадено движение.

### Флорентинска школа. Художници от Ранния Ренесанс (1420 – 1500)
Флорентинската школа се отнася до творци работещи във или повлияни от натуралистичния стил, разработен през 14 век основно при Джото. През 15 век тя е водещата школа в световен мащаб.

#### Първи период (1400 – 1420)
- Филипо Брунелески (1377, Флоренция – 15 април 1446, пак там) е италиански архитект и скулптор от епохата на Ренесанса. Като откривател на перспективата той оказва влияние върху постиженията на Леон Батиста Алберти, Донатело, Мазачо, Микеланджело и Леонардо да Винчи.
- Лоренцо Гиберти (1378, Пелаго – 1 декември 1455, Флоренция) е виден италиански скулптор и ювелир от епохата на Ранния Ренесанс. Известен със своето произведение вратите на флорентинския баптистерий, наречени Вратите на Рая, което се смятат за един от най-големите шедьоври на италианското изкуство и Куатроченто.
- Донатело, псевдоним на Донато ди Николò ди Бето Барди (1386, Флоренция – 13 декември 1466, пак там) е един от най-прочутите италиански скулптори от епохата на Ранния Ренесанс, основоположник на индивидуалното скулптурно изображение.
- Мазолино да Паникале, псевдоним на Томазо ди Кристофоро Фини (1383, Паникале – 1447, Флоренция), е учител на Мазачо.
- Мазачо, псевдоним на Томазо ди Джовани ди Симоне Гуиди (21 декември 1401, Кастел Сан Джовани ин Алтура – юни 1428, Рим) е италиански художник от Ранния Ренесанс. Стилът му е продължение на реалистичния стил на Джото, но с много по-широко използване на перспективата, анатомията и законите на светлината.

#### Втори период (1430 – 1460)
- Фра' Анджелико или Беато Анджелико, псевдоними на Джовани да Фиезоле, роден като Гуидо ди Петро (ок. 1395, Викио – 18 февруари 1455, Рим) е италиански художник от Ранния Ренесанс. Изключителното изящество и финес на неговите творби оказват значително въздействие върху италианската живопис. Най-известната му картина е „Благовещение“.
- Фра' Филипо Липи, познат и като Липо Липи, псевдоними на Филипо ди Томазо Липи (23 юни 1406, Флоренция – 9 октомври 1469, Сполето) е флорентински художник от периода на Ранния Ренесанс, последовател на Мазачо в натуралистичния портрет.
- Доменико Венециано, псевдоним на Доменико ди Бартоломео (ок. 1410, Венеция – 15 май 1461, Флоренция) е италиански художник от епохата на Ранния Ренесанс, един от основателите на Флорентинската живописна школа.

#### Средата на 15 век
- Паоло Учело, псевдоним на Паоло ди Доно, роден Паоло Дони (15 юни 1397, Пратовекио – 10 декември 1475, Флоренция) е живописец, представител на Ранния Ренесанс, един от създателите на научната теория за перспективата.
- Пиеро дела Франческа, псевдоним на Пиеро де Бенедето де' Франчески (ок. 1412, Борго Сансеполкро – 12 октомври 1492, пак там) е един от най-значимите таланти в италианската живопис. Той е най-големият интелектуалец в живописта преди Леонардо да Винчи.
- Андреа дел Кастаньо, псевдоним на Андреа ди Бартоло ди Барджила (1421, Кастаньо – 1457, Флоренция) е италиански ренесансов художник от Флорентинската школа
- Беноцо Гоцоли, псевдоним на Беноцо ди Лезе ди Сандро (1421, Скандичи – 4 октомври 1497, Пистоя) е флорентински живописец, майстор на фреските от 15 век.

#### Късно Куатроченто
- Сандро Ботичели, псевдоним на Алесандро ди Мариано ди Вани Филипепи (1 май 1445, Флоренция – 17 май 1510, пак там) е италиански художник, известен с особения си алегоричен начин за изразяване на меланхолични настроения.
- Доменико Гирландайо, псевдоним на Доменико ди Томазо Куради ди Дофо Бигорди (2 юни 1449, Флоренция – 11 януари 1494, пак там) е основател на художествена династия, която продължават неговият брат Давид и син Рудолфо. Глава на художествена работилница-ателие, където за кратко е младият Микеланджело.
- Филипино Липи, псевдоним на Филипо Липи (1457, Прато – 18 април 1504, Флоренция) е италиански художник от Флорентинската школа на Късното Куатроченто, син на художника Фра Филипо Липи.

- Мазачо, Изгонването на Адам и Ева от Рая (1425 – 1428), фреска в църквата „Санта Мария дел Кармине“, Флоренция
- Мазачо, Разпятие Христово (1426), Музей Каподимонте, Неапол
- Андреа дел Кастаньо, част от фреска, серия „Известни жени“ (1450), Уфици, Флоренция
- Паоло Учело, Бог създава Адам (1430-те г.), фреска в църквата „Санта Мария Новела“, Флоренция.
- Филипо Липи, Мадоната с Младенеца и два ангела (ок. 1460 – 1465), Уфици, Флоренция.
- Филипино Липи, Автопортрет (1481 – 1482), Капела „Бранкачи“ в „Санта Мария дел Кармине“, Флоренция.
- Андреа Верокио, Скулптура на Давид, Музей Барджело, Флоренция (снимка на копие в Музей „Виктория и Албърт“, Лондон)
- Андреа Верокио, Кръщение на Исус в Йордан (1470 – 1478), Уфици, Флоренция
- Беноцо Гоцоли, Автопортрет в „Шествието на влъхвите“ (15 век), Флоренция.
- Ботичели, Раждането на Венера (ок. 1485), Уфици, Флоренция.
- Доменико Гирландайо, Джована Торнабуони (1489/90), Музей „Тисен-Бормениса“, Мадрид
- Доменико Гирландайо, фрагмент от Фреска Торнабуони (1486 – 1490), Капела Торнабуони, Флоренция.
- Фра Бартоломео Оплакване на Христа (1516), Палацо Пити, Флоренция
- Сандро Ботичели, Портрет на неизвестен мъж с медал на Козимо Медичи Старши (1475), Уфици, Флоренция.
- Леонардо да Винчи, Мадона Лита (сред. 1490-те г.), Ермитаж, Санкт-Петербург.

### Венецианска школа
Венецианската школа по живопис е една от главните италиански живописни школи. Най-голямо развитие получава през 15 – 16 век. За нея са характерни преобладаващите живописни начала, ярките колоритни решения, дълбокото владеене на пластическите изразителни възможности на маслената живопис.
- Якобело дел Фиоре (ок. 1370, Венеция – 1439, пак там)
- Джовани Шарлие, псевдоним на Дзанино ди Пиетро, известен и като Джовани ди Франча (пр. 1380 – пр. 1443, Венеция) e италиански художник с френски произход;
- Якопо Белини (1396? – 1470?), баща на други двама известни художници: Джентиле и Джовани Белини
- Микеле Джамбоно (ок. 1400, Венеция – ок. 1462)
- Антонио Виварини, нар. Антонио да Мурано (ок. 1418, Мурано – 1476/1484, Венеция)
- Антонело да Месина, псевдоним на Антонио ди Джовани де Антонио (1420/1430, Месина – февруари 1479, пак там) е главният сицилиански художник на 15 век;
- Джентиле Белини (ок. 1429, Венеция – 23 февруари 1507, пак там)
- Джовани Белини, нар. още Джамбелино или Дзуане Белин (1427 или 1430, Венеция – 26 ноември 1516, пак там), е един от най-известните ренесансови художници
- Ладзаро Бастиани (1429, Падуа – 5 април 1512)
- Бартоломео Виварини (ок. 1430, Венеция – сл. 1491)
- Карло Кривели (1430?, Венеция – 1495, Асколи Пичено), по-голям брат на Виторе Кривели
- Виторе Кривели (ок. 1440, Венеция – 1501/1502, Фермо)
- Алвизе Виварини (1442/1453, Венеция – 1503/1505, пак там)
- Чима да Конеляно, псевдоним на Джовани Батиста Чима (1459/1460, Конеляно – 1517/1518, пак там), един от най-големите представители на школата
- Виторе Карпачо, нар. понякога и Виторио (ок. 1465, Венеция – 1525/1526, Каподистрия)
- Джакомето Венециано, работи 1472 – 1497
- Франческо ди Симоне да Сантакроче (пр. 1475, Сан Пелегрино Терме – до 4 ноември 1509, Венеция)

### Сиенска школа
Сиенската школа е направление в италианската живопис, развиващо се в град Сиена, Тоскана, през 13 – 16 век. 15 век е „сребърният век“ на сиенската живопис. През този период новият разцвет на Сиенската школа не е така ярък като този във Флоренция, но е не по-малко значим.

#### Сиенски художници (1401–1450)
- Мартино ди Бартоломео или Мартино ди Бартоломео ди Биаджо (ок. 1370/75 – ок. 1434)
- Бенедето ди Биндо, познат и като Бенедето ди Биндо Дзопо (ок. 1380 – 85, близо до Сиена – 19 септември 1417, Перуджа)
- Грегорио ди Чеко (ок. 1390 – сл. 1424)
- Джовани ди Паоло ди Грация (1398, Сиена – 1482, пак там)
- Сасета, псевдоним на Стефано ди Джовани ди Консоло (ок. 1400, Кортона? – 1450, Сиена)
- Приамо дела Куерча (ок. 30 ноември 1400, Сиена – 1467, пак там)
- Доменико ди Бартоло (1400 /1404, Ашано – 1444/47, Сиена)
- Сано ди Пиетро (1405, Сиена – 1481, пак там)
- Пиетро ди Джовани д'Амброджо/ д'Амброзио (1410, Сиена, известен от документи – 1449, пак там)
- Векиета, псевдоним на Лоренцо ди Пиетро (август 1410, Сиена – 6 юни 1480, пак там)
- Маестро дел'Осерванца (работи ок. 1430 – 1480-те г. в Сиена)

- Джовани ди Паоло, Мадоната на смирението (1442), Музей за изящните изкуства, Бостън.
- Пиетро ди Джовани д'Амброджо, Рождество със св. св. Августин и Галган (1430 – 1435), Музей на религиозното изкуство, Ашано
- Сасета, Олтар на св. Франциск, централен панел: Св. Франциск в слава (1437 – 1444), Колекция „Бернсон“, Стиняно
- Маестро дел'Осерванца, Мадоната с Младенеца и два херувима (1440 – 1444), Музей Метрополитън, Ню Йорк
- Векиета, Мадоната с Младенеца и светци (1457), Уфици, Флоренция.
- Доменико ди Бартоло, Мадоната с Младенеца (1437), Худ. музей на Филаделфия
- Мартино ди Бартоломео, Коронясване на Мария (1400), LACMA, Лос Анджелис.
- Бенедето ди Биндо, Мадоната с Младенеца и дарители (ок. 1415), Колекция „Самюел Флайшер“, Филаделфия
- Сано ди Пиетро, Мадоната на Милосърдието (1440-те г.), частна колекция.
- Грегорио ди Чеко, Мадоната на трон с ангели (нач. 15 век), Музей „Лихтенщайн“, Виена.

#### Сиенски художници (1451–1500)
- Сано ди Пиетро (1405, Сиена – 1481, пак там)
- Матео ди Джовани, познат като Матео да Сиена (ок. 1430, Борго Сан Сеполкро – 1495, Сиена)
- Бенвенуто ди Джовани (13 септември 1436, Сиена – сл. 1518, пак там)
- Пелегрино ди Мариано (ок. 1425 – ок. 1495)
- Никола ди Улисе да Сиена (известен по документи от 1428 до 1470 г.)
- Франческо ди Джорджо (1439, Сиена (кръстен на 23 септември) – 29 ноември 1501, пак там)
- Андреа ди Николо (ок. 1440, Сиена – 1514, пак там)
- Нерочо де Ланди (1447, Сиена – 1500, пак там)
- Гуидочо Коцарели (1450, Сиена – 1517, пак там)
- Пиетро ди Доменико да Сиена (1457, Сиена – 1506, пак там)
- Пиетро Ориоли (ок. 1458 – 1496, Сиена)
- Бернардино Фунгаи или Бернардино ди Николò да Фонгиая (1460, Сиена – 1516, пак там)
- Майстор на историята за Гризелда (англ. Master of the Story of Griselda; работи в края на 15 век в Сиена)

- Матео ди Джовани, Мадоната с Младенеца, ангели и херувими (1460 – 1465), Национална галерия, Вашингтон
- Нерочо де Ланди, Женски портрет (ок. 1485), Национална галерия, Вашингтон
- Франческо ди Джорджо, Мадоната с Младенеца (ок. 1472), Музей на Пти Пале, Авиньон
- Бернардино Фунгаи, Мадоната с Младенеца и двама светци отшелници (1480), Колекция „Пол Гети“, Лос Анджелис
- Бенвенуто ди Джовани, Мадоната с Младенеца и светци (1480 – 1485), Национална галерия, Вашингтон
- Пиетро ди Франческо дели Ориоли, Сулпиция (ок. 1493, 95), Худ. музей „Уолтърс“, Балтимор, Мериленд

### Ферарска школа (15 век)
Ферарската школа по живопис обединява група художници от епохата на Ренесанса, работещи в Херцогство Ферара в двора на херцозите Д’Есте, управляващи от 1264 до 1597 г.
- Микеле Панонио (на унг. Pannóniai Mihály), нар. още Микеле Онгаро или Микеле Дай Унгерия (пр. 1415, Унгария – ок. 1464, Ферара) е италиански художник с унгарски произход
- Галасо Галаси (нар. още Галасо Алгизи или Галасо ди Матео Пива) (1420/1425 – 1473, Рим) е един от най-ранните представители на школата
- Анджело Маканино, нар. още Анжело Маканини или Анджело ди Пиетро да Сиена (?, Сиена – 5 август 1456, Ферара), активен във Ферара между 1444 и 1460 г.
- Козимо (Козмè) Тура (ок. 1430, Ферара – април 1495, пак там) е италиански художник от Ранния Ренесанс
- Франческо дел Коса (ок. 1435, Ферара – 1477 в Болоня) е италиански ренесансов художник
- Ерколе де' Роберти (или Ерколе да Ферара) (1451 – 1456, Ферара – 1496, пак там) е италиански ранноренесансов художник
- Балдасаре Д'Есте, познат и като Балдасаре Естензе и Балдасаре да Реджо (1443, Реджо Емилия – 1504, Ферара)
- Антонио Алеоти, известен и като Антонио дел'Ардженто (сл. 1450, Арджента – 1527)
- Лоренцо Коста Стария (1460, Ферара – 5 март 1535, Мантуа) е един от най-важните художници от школата на Ферара и от тази на Мантуа от 16 век.
- Ерколе Гранди, познат и като Ерколе да Ферара или Ерколе ди Джулио Чезаре Гранде (ок. 1463 – пр. 1525) е италиански ранноренесансов художник
- Бокачо Бокачино (пр. 22 август 1466, Ферара – 1525, Кремона)
- Доменико Панети (ок. 1470 – пр. 1513)
- Джовани Батиста Бенвенути, нар. още Ортолано (ок. 1480, Ферара – 1525). С Досо Доси, Гарофало и Лудовико Мацолино той формира гръбнака на Ферарската школа от 16 век. Дълго време е бъркан с Гарофало.
- Лудовико Мацолино (ок. 1480, Ферара – 1528, пак там)
- Микеле Кортелини (ок. 1480 – сл. 1535)

### Падуанска школа
- Андреа Мантеня (1431, Изола ди Картуро – 13 септември 1506, Мантуа) е един от най-изтъкнатите падуански/северноиталиански художници на периода

### Сицилианска школа
- Антонело да Месина, псевдоним на Антонио ди Джовани де Антонио (1420/1430, Месина – февруари 1479, пак там) е главният сицилиански художник на 15 век;

### Римска школа
- Антониацо Романо, псевдоним на Антонио ди Бенедето дели Акуили (ок. 1430 – 35 – 17 април 1508, Рим) е основен представител на Римската школа

### Урбинска школа
- Лучано Лаурана (ок. 1420, Аурана, дн. Хърватия – 1479, Пезаро) е един от най-важните архитекти в сред. на 15 век и допринася, следвайки примера на Леон Батиста Алберти, за развитието на ренесансовия архитектурен език.

### Умбрийска школа
Умбрийската живописна школа е италианска живописна школа, наречена по регион Умбрия. Неин център през 13 – 16 век е град Перуджа. Така във формирането на школата значителна роля изиграват дошлите тоскански художници.
- Пиетро Перуджино или само Перуджино, псевдоним на Пиетро ди Кристофоро Ванучи (ок. 1448, Чита дел Пиеве – февруари 1523, Фонтиняно) е италиански ренесансов художник от Умбрийската школа от периода на Ранния Ренесанс и е сред учителите на Рафаело Санцио.
- Лука Синьорели, псевдоним на Лука д'Еджидио ди Вентура (ок. 1441 -1445, Кортона – 16 октомври 1523, пак там) е италиански художник, смятан за един от най-големите творци на ренесансовата живопис.
- Пинтурикио, псевдоним на Бернардино ди Бето Бети (ок. 1452, Перуджа – 11 декември 1513, Сиена) е италиански художник
- Ло Спаня, псевдоним на Джовани ди Пиетро (ок. 1470 – 80 – 1528, Сполето) е италиански художник, ученик на Перуджино
- Рафаело Санцио да Урбино, известен като Рафаел (28 март или 6 април 1483, Урбино – 6 април 1520, Рим) е италиански художник и архитект, един от най-известните от Ренесанса.

### Форлийска школа
Школата на Форли включва група творци, главно художници, работещи в град Форли от края на Средновековието до маниеризма.
- Джовани ди Мастро Педрино, известен и като Джовани ди Мастро Педрино Депинторе, псевдоним на Джовани Мерлини (ок. 1390, Форли – 1465, пак там) е италиански художник и историк
- Леоне Кобели (1425, Форли – 14 май 1500) е италиански художник и историк
- Мелоцо да Форли, псевдоним на Мерлоцо ди Джулиано дели Амбрози (8 юни 1438, Форли – 8 ноември 1494, пак там), е италиански художник и архитект, водещ представител на живописната школа на Форли през 15 век.
- Паче ди Мазо ди Бомбаче, нар. също Паче Бомбаче и Бонбазе (1440, Форли – 22 май 1500, пак там) е италиански архитект
- Ансуино да Форли (15 век, Форли – 15 век) е италиански художник
- Балдасаре Карари Младши, известен и като Балдасаре да Форли (ок. 1460, Форли – 1515, Равена (?)) е италиански художник
- Марко Палмецано (1459, Форли – 1539, пак там) е италиански художник и архитект, ученик на Мелоцо да Форли, с когото формира ядрото на школата по живопис във Форли
- Маестро дей Балдракани (работи кр. 15 – нач. 16 век) е италиански художник
- Леукадио или Елеукадио Соломбрини, известен и като Леукадио Соломбрино (работи кр. 15 – нач. 16 век) е италиански художник и керамист, чиято слава достига френския крал Франсоа I, който го призовава в своя двор в Амбоаз.

### Други
- Джулиелмо дели Органи или Гулиелмо да Форли, или Гулиелмо ди Контрада Скиавоне (14 век – 15 век) е италиански художник от Риминската школа
- Джентиле да Фабриано, псевдоним на Джентиле ди Николò ди Джовани ди Масио (ок. 1370, Фабриано – септември 1427, Рим) е един от най-важните представители на Международната готика
- Лука дела Робия (1400, Флоренция – 1482, пак там) е италиански скулптор, керамист и бижутер
- Антонио Роселино, псевдоним на Антонио Гамберели (1427, Сетиняно – 1479, Флоренция) е италиански скулптор
- Дезидерио да Сетиняно, псевдоним на Дезидерио де Бартоломео ди Франческо, нар. Феро (ок. 1430, Сетиняно – 16 януари 1464, Флоренция) е италиански скулптор
- Юстус ван Гент, на итал. Джусто ди Ганд/ди Гуанто, на фламандски Joos van Wassenhove или Jodochus van Ghent (ок. 1430, Гент – ок. 1480) е ранен нидерландски художник, който след обучение и работа във Фландрия се мести в Италия на служба при херцога на Урбино.
- Антонио дел Полайоло, познат като Антонио ди Якопо Полайоло или Антонио Бенчи (ок. 1431, Флоренция – 4 февруари 1498, Рим), чиято работилница е една от най-важните и интересни във Флоренция и се конкурира с тази на друг велик майстор: Андреа дел Верокио
- Андреа дела Робия (20 октомври 1435, Флоренция – 4 август 1525, пак там) е италиански скулптор и керамист
- Педро Беругете (ок. 1450, Паредес де Нава – ок. 1594, Авила) е испански художник, работил в двора на Херцога на Урбино